# جیره نظامی

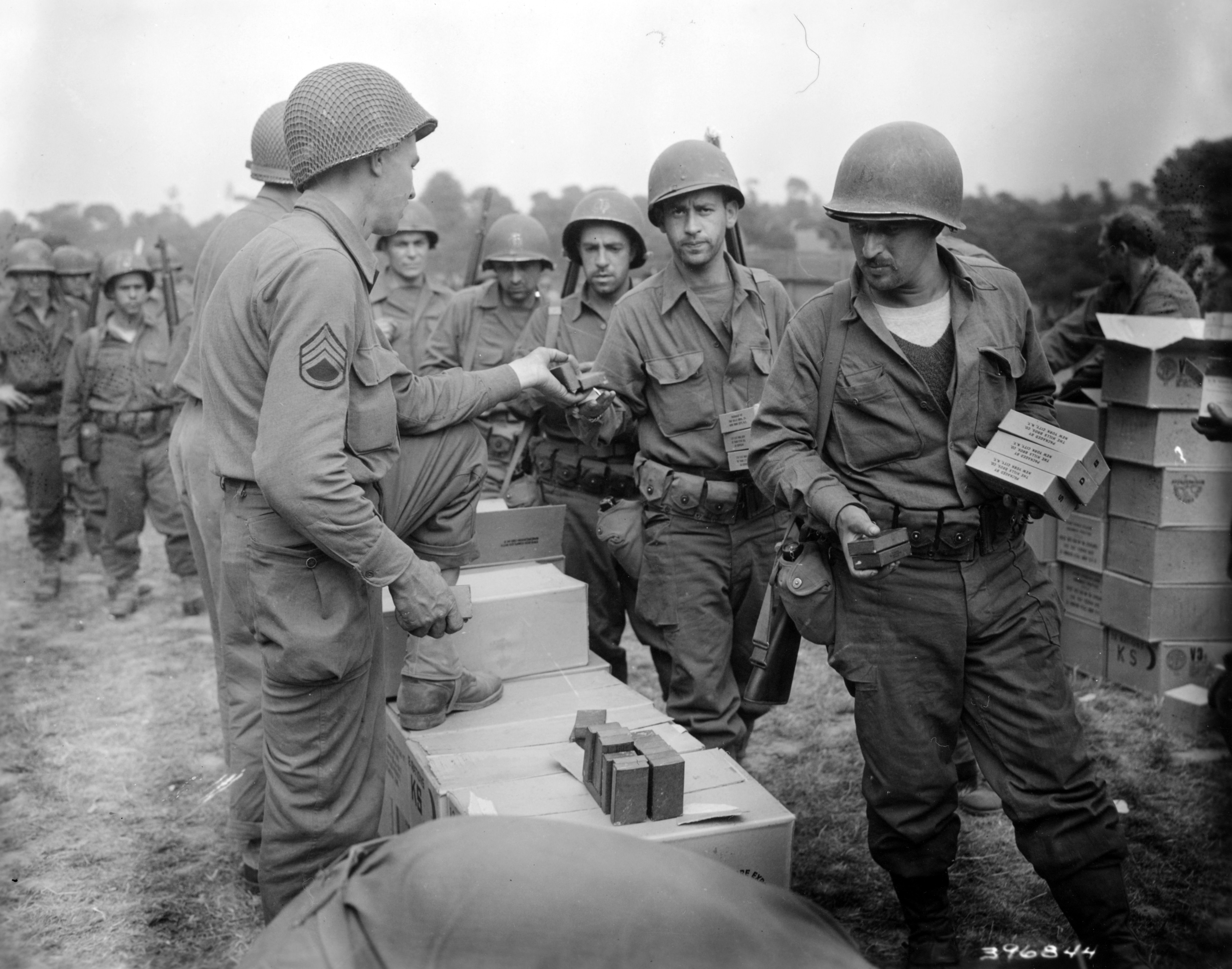
سربازان ارتش ایالات متحده در حال دریافت جیره غذایی خود در فرانسه در طول جنگ جهانی دوم، ۱۹۴۴

جیره‌های نظامی کالاهایی هستند که برای تأمین نیازهای پرسنل نظامی توزیع می‌شوند. همان‌طور که از نامشان پیداست، جیره‌های نظامی در گذشته(historically) و اغلب همچنان مشمول جیره‌بندی هستند، به طوری که هر فرد مقدار مشخصی از اقلام موجود را دریافت می‌کند. توزیع کالاهای صادرشده توسط ارتش و جیره‌بندی آن‌ها از آغاز جنگ‌های سازمان‌یافته وجود داشته است.

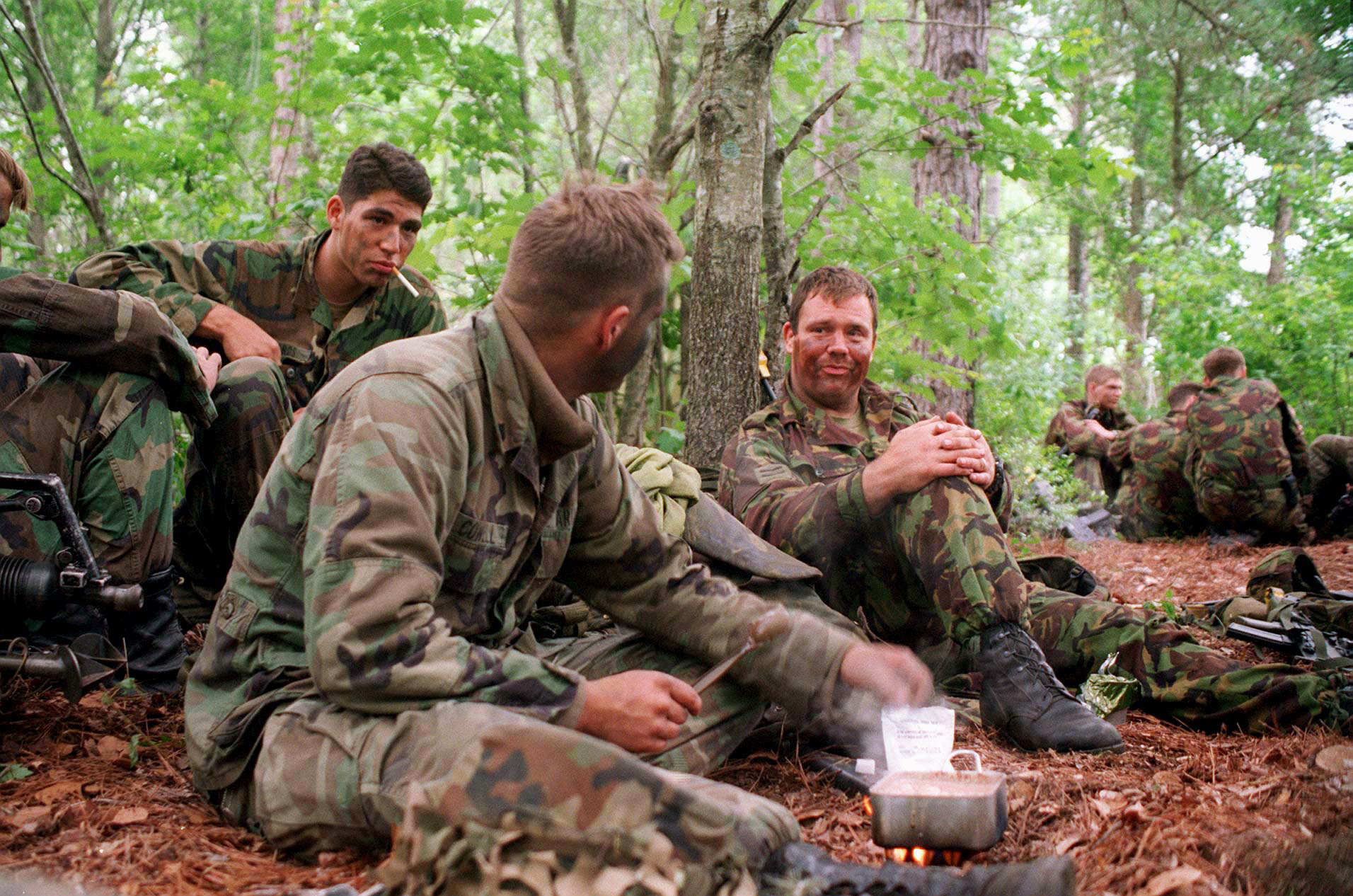
تفنگداران دریایی آمریکا و بریتانیا در حال گفتگو ضمن خوردن جیره غذایی در جریان یک تمرین آموزشی در سال ۱۹۹۶

اگرچه اصطلاح «جیره نظامی» معمولاً به غذا و نوشیدنی اشاره دارد، اما ممکن است به انواع دیگر اقلامی که برای پرسنل نظامی جیره‌بندی می‌شوند نیز اطلاق شود، مانند سوخت، الکل، کالاهای گران‌قیمت یا اقلام مصرفی. دریافت این جیره‌ها می‌تواند از طریق سهمیه‌بندی یا کارت جیره صورت گیرد، یا ممکن است بدون هزینه به افراد داده شوند.
جیره‌های نظامی یکی از اجزای اصلی تغذیه نظامی هستند—شاخه‌ای از علم که به بررسی تغذیه در شرایط نظامی می‌پردازد. تحقیقات گسترده‌ای برای تهیه جیره‌های نظامی انجام می‌شود، از جمله بررسی ارزش غذایی و انرژی‌زایی جیره‌ها، روش‌های جلوگیری از فساد مواد غذایی، نوع وعده‌هایی که باید ارائه شود، میزان غذایی که هر جیره باید داشته باشد، و مشخصات دقیق هر وعده و مواد تشکیل‌دهنده آن.

## انواع

### جیره میدانی
جیره میدانی (Field ration) نوعی جیره نظامی است که برای تأمین تغذیه و انرژی مورد نیاز پرسنل در میدان نبرد، در خط مقدم یا در شرایطی که امکانات غذایی در دسترس نیست، طراحی شده است.
جیره‌های میدانی را می‌توان به دو نوع اصلی تقسیم کرد:
- جیره‌های انفرادی: طراحی شده‌اند تا نیازهای تغذیه‌ای یک نفر را تأمین کنند.
- جیره‌های گروهی: طراحی شده‌اند تا نیازهای تغذیه‌ای چند نفر را به‌طور هم‌زمان تأمین کنند.

### جیره پادگانی
جیره پادگانی (Garrison ration) نوعی جیره نظامی است که بسته به کاربرد و زمینه استفاده، می‌تواند به موارد مختلفی اشاره داشته باشد مثل:
جیره‌ای که به پرسنل مستقر در اردوگاه، پایگاه یا پادگان اختصاص داده می‌شود؛
سهمیه‌ای که به پرسنل داده می‌شود تا کالا یا جیره‌هایی که در پادگان فروخته می‌شوند را خریداری کنند (یا کالاهایی که با آن سهمیه خریداری می‌شوند)؛
نوع خاصی از جیره؛
یا یک سیستم ترکیبی که بسته به شرایط (مثلاً در زمان صلح یا جنگ) تفاوت‌ها و ویژگی‌های خاص خود را دارد.

## استرالیا
- جیره نظامی یک‌نفره (CR1M)

## کانادا
- بسته غذایی انفرادی (IMP)

## بریتانیا
- جیره ماکونوچی

## ایالات متحده
- جیره آهن
- جیره A
- جیره B
- جیره C
- جیره D
- جیره K
- جیره جنگلی
- جیره کوهی
- جیره ۵ در ۱
- بسته غذایی ۱۰ در ۱

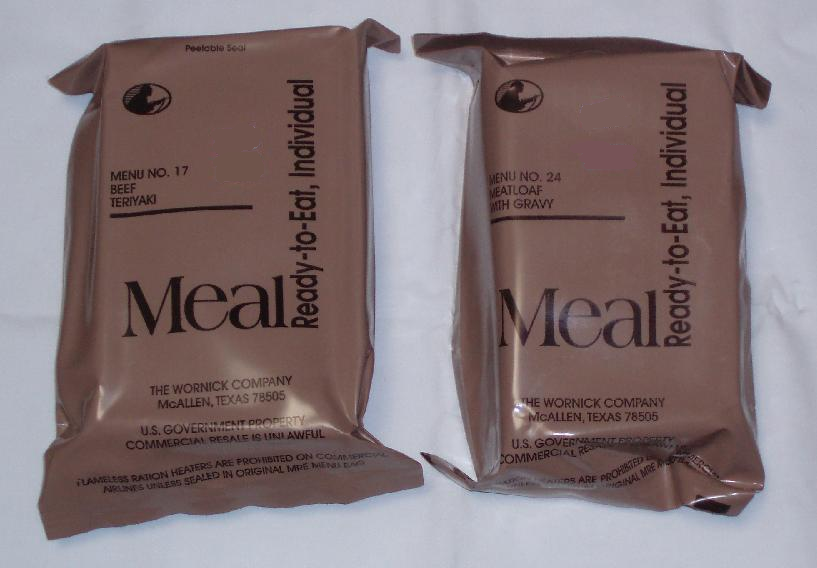
دو بسته غذای آماده برای خوردن

- وعده غذایی، رزمی، جیره انفرادی (MCI)
- بسته غذایی، گشت بلندبرد (LRP, LRP-I)
- وعده غذایی، آماده برای خوردن (MRE)